# Aeroporto di Caen-Carpiquet
L'aeroporto di Caen-Carpiquet è un aeroporto francese situato in Normandia a Carpiquet, 6 Km ad ovest rispetto alla vicina città di Caen, nel dipartimento del Calvados.
Chalair Aviation ha i suoi uffici centrali in questo aeroporto. Nel 2017, l'aeroporto di Caen-Carpiquet ha gestito 180.910 passeggeri, con un aumento del 30,1% rispetto al 2016.